# Callosciurus prevostii
La ardilla de Prevost (Callosciurus prevostii) es una especie de roedor de la familia Sciuridae oriunda de Sondalandia e introducida en Célebes.

## Comportamiento
La ardilla de Prevost está activa durante el día y en su mayoría permanece en los árboles, solo ocasionalmente se mueve en el suelo. Después de una gestación que dura alrededor de siete semanas, nacen 1-3 crias. El nido está hecho de palos, corteza y pasto.

### Alimentación
Esta ardilla come frutas, nueces, semillas, brotes, flores, insectos y huevos de pájaros. Se les ha observado alimentándose de durianos como Durio graveolens. Estas ardillas llevan los frutos lejos del árbol y dejan caer las semillas cuando terminan de comer. Esta distribución de semillas lejos de la planta madre aumenta la supervivencia de las especies de plantas fructíferas.

## Subespecies
Se reconocen como válidas las siguientes subespecies:
- Callosciurus prevostii atricapillus (Schlegel, 1863)
- Callosciurus prevostii atrox (Miller, 1913)
- Callosciurus prevostii borneoensis (Müller and Schlegel, 1842)
- Callosciurus prevostii caedis (Chasen and Kloss, 1932)
- Callosciurus prevostii coomansi (Sody, 1949)
- Callosciurus prevostii humei (Bonhote, 1901)
- Callosciurus prevostii melanops (Miller, 1902)
- Callosciurus prevostii palustris (Lyon, 1907)
- Callosciurus prevostii piceus (Peters, 1866)
- Callosciurus prevostii pluto (Gray, 1867)
- Callosciurus prevostii prevostii (Desmarest, 1822)
- Callosciurus prevostii rafflesii (Vigors and Horsfield, 1828)
- Callosciurus prevostii rufonigra (Gray, 1842)
- Callosciurus prevostii sanggaus (Lyon, 1907)
- Callosciurus prevostii sarawakensis (Gray, 1867)
- Callosciurus prevostii waringensis Sody, 1949
- Callosciurus prevostii wrayi (Kloss, 1910)